# Hoerschelmann (Adelsgeschlecht)

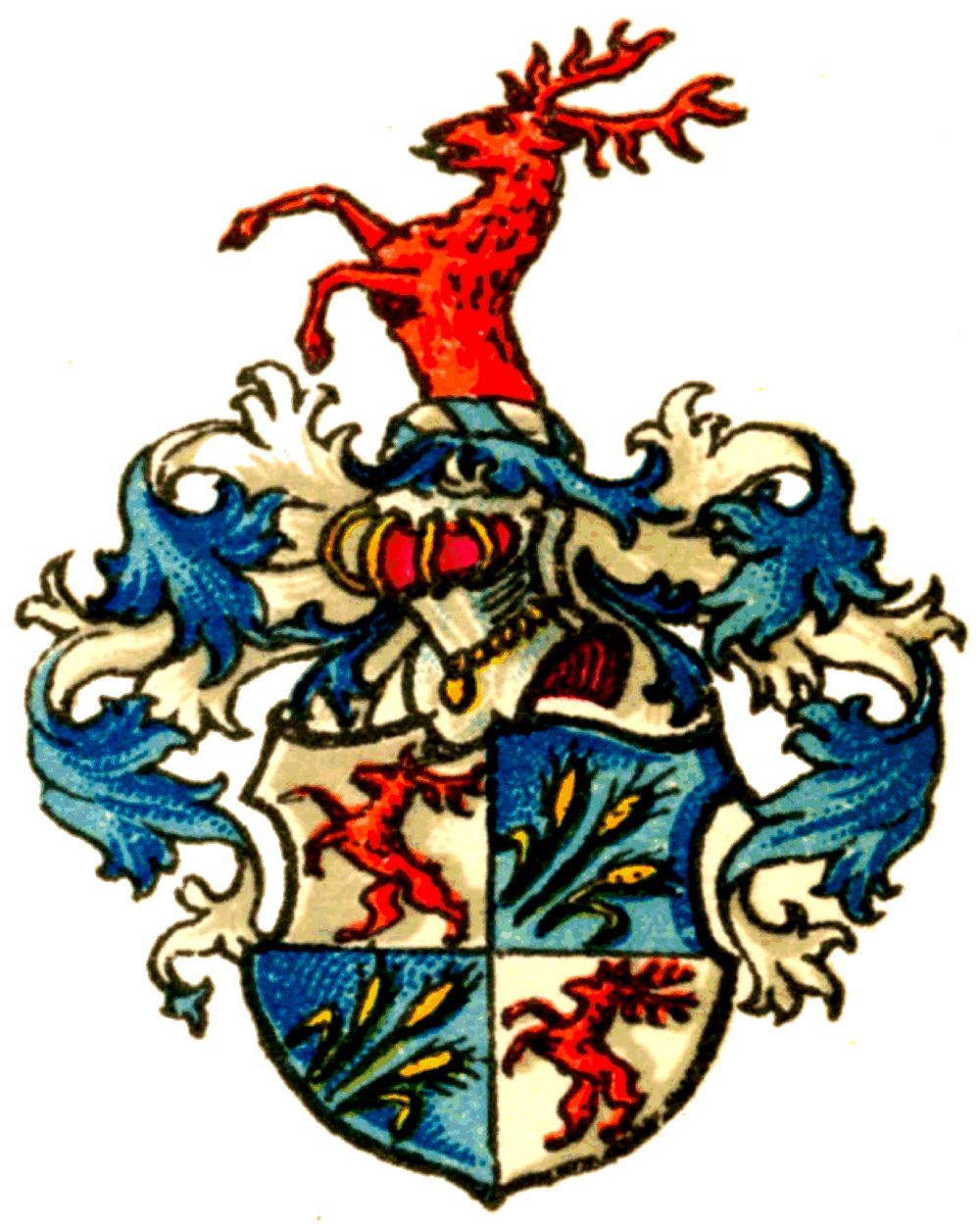
Wappen derer von Hoerschelmann

Hoerschelmann (Hörschelmann), russisch Гершельман = Gershelman, ist der Name einer briefadeligen Familie aus Thüringen, von der ein Zweig im 18. Jahrhundert ins Baltikum kam und dort 1838 und 1843 den erblichen russischen Dienstadel erhielt.

## Geschichte
Die Familie stammt aus den Hörselbergen und führt ihre Stammreihe auf den Erfurter Pfarrer und Superintendenten Johann Heinrich Hörschelmann (1704–1774) zurück. Einer seiner Söhne, Ernst August Wilhelm Hoerschelmann (1743–1795), kam 1768 nach Estland und wurde dort Lehrer und Rektor des heutigen Gustav-Adolf-Gymnasiums in Reval. Sein Bruder Johann Heinrich Hörschelmann (1752–1798) folgte ihm 1782 und wurde Pastor in der Gemeinde Fennern.
Ein von Ernst Augusts Sohn Johann Wilhelm (1779–1831) begründeter Zweig trat in russische Dienste. Nachfahren waren unter anderen die Generale Konstantin Ivanowitsch Gerschelman und Sergei Konstantinowitsch Gerschelman.

## Wappen

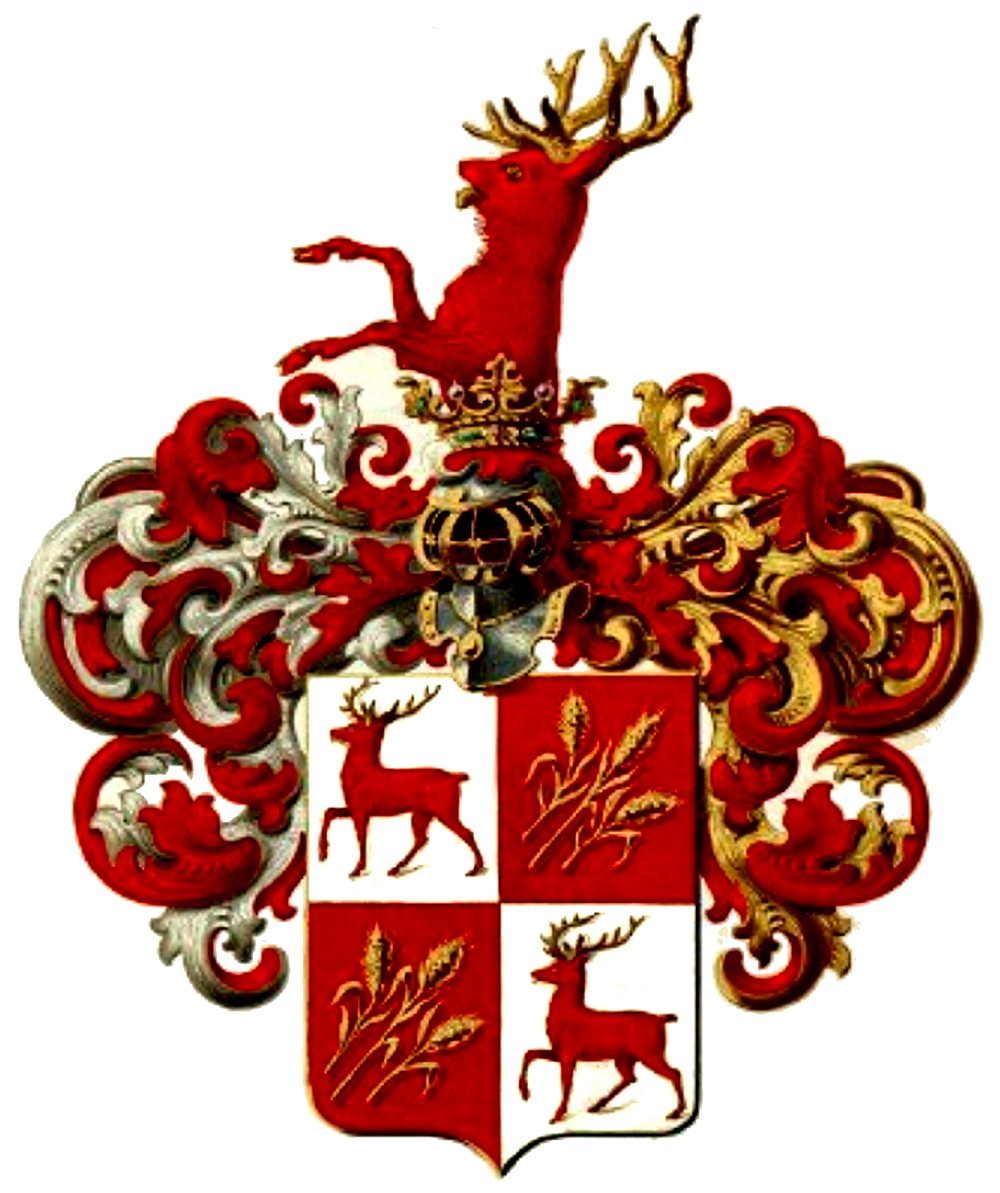
Wappenvariante Hoerschelmann

Das Wappen ist geviert. Es zeigt im ersten und vierten Feld in Silber einen roten Hirsch, im zweiten und dritten Feld in Blau eine schräglinks gelegte goldene Garbe, auf dem Helm ein wachsender Hirsch. Die Helmdecken sind blau und silber.
Eine russische Variante zeigt im zweiten und dritten Feld die goldene Garbe in Rot. Die Helmdecken sind hier rechts rot-silber und links rot-gold.

## Stammliste
Auszüge aus der Stammliste
- A Johann Heinrich Hörschelmann (1704–1774), Superintendent in Erfurt
  - B1 Friedrich Ludwig Anton Hoerschelmann (1740–1792), Jurist und Historiker
  - B2 Ernst August Wilhelm Hoerschelmann (1743–1795), Lehrer und Direktor in Reval
    - C1 Ferdinand Ludwig Hörschelmann (1773–1852), Professor am Gymnasium, dann Pastor an St. Matthäi[1]
      - D1 Otto August Leopold Hörschelmann (1800–1874),
        - E1 Ferdinand Dietrich Nicolai Hörschelmann (1833–1902), Professor in Dorpat
          - F1 Paul Alexander Robert Hörschelmann (1866–1915)
            - G1 Gotthard Hoerschelmann (1903–1976), Pastor und Flurnamenforscher
              - H1 Paul-Gerhard Hoerschelmann (1931–2023)
              - H2 Werner Hoerschelmann (1938–2022)

        - E2 Alexander Anton Hörschelmann (1836–1885)
        - E3 August Konstantin Hörschelmann (1842–1913)
        - E4 Johannes Eduard Robert Hörschelmann (1845–1926)

      - D2 Aleksander Ferdinand Leopold Hörschelmann (1801–1871)
        - E Eduard Hörschelmann (1833–1883), Mediziner, Kreisarzt
        - E Leopold Hörschelmann (1836–1908), Generalsuperintendent

    - C2 Friedrich August Hörschelmann (1774–1850)
      - D1 Heinrich Emil August Hörschelmann (1810–1854), Pastor in St. Petersburg
        - E Wilhelm Hoerschelmann (1849–1895), Klassischer Philologe, Professor in Dorpat
          - F1 Harald Wilhelm Tacitus von Hoerschelmann (1878–1941), Physiker und Übersetzer
          - F2 Rolf von Hoerschelmann (1885–1947), Maler

      - D2 Carl Anton Ferdinand Hörschelmann (1819–1892)
        - E1 Christfried Otto Hörschelmann (1858–1939)
          - F Bruno Hörschelmann (1889–1946)

        - E2 Ferdinand Constantin Ludwig Hörschelmann, Pastor in Tbilisi und auf der Krim[2]

      - D3 Otto Friedemann Jakob Hörschelmann (1830–1873)
        - E August Konstantin Hörschelmann (1863–1937)

    - C3 Johann Wilhelm Hörschelmann (1779–1831), Stammvater der russischen Linie
    - C4 Constantin Immanuel Hörschelmann (1780–1848)
      - D Max Hörschelmann (1823–1877)

    - C5 Paul Eduard Hörschelmann (1781–1833)

  - B3 Johann Heinrich Hörschelmann (1752–1798)

- Fred von Hoerschelmann (1901–1976), Schriftsteller und Hörspielautor